# والکامبی
والکامبی (انگلیسی: Valcambi) شرکت متالوژی سوئیس است، که در سال ۱۹۶۱ تأسیس شد.